# Бонет, Хуан Карлос
Хуан Карлос Гутьеррес Бонет (исп. Juan Carlos Gutierrez Bonet) (28 августа 1968, Мехико, Мексика) — мексиканский актёр и режиссёр.

## Биография
Родился 28 августа 1968 года в актёрской семье — отец Хуан Феррара (1943), мать — Алисия Бонет (1947). У него также есть брат Маурисио Бонет (1970), Артуро и Габриэль, племянницы Лусия и Эстер Гильмаин. Внук мексиканской актрисы Офелия Гильмаин. В мексиканском кинематографе дебютировал в 1978 году будучи 10-летним ребёнком и с тех пор принял участие в 31 работах в кино и телесериалах в качестве актёра и режиссёра (Сны и карамели). 

## Фильмография

### Теленовеллы
- Atrévete a olvidarme (2001) .... Rosendo
- Por un beso (2000) .... Mariano Díaz de León (joven)
- ¡Amigos x siempre! (2000) .... Javier Egurrola
- Nunca te olvidaré (1999) .... Eduardo Moraima
- Alma rebelde (1999) .... Mario
- Шалунья (1997-98) .... Diego
- La antorcha encendida (1996) .... Nicolás Bravo
- Valentina (1993) .... Osvaldo
- Carrusel de las Américas (1992)
- Ángeles blancos (1990) .... Daniel
- Teresa (1989) .... José María
- Сладкое желание (1988) .... Botho Arguedas
- Yesenia (1987)

### Многосезонные ситкомы
- Los simuladores (2009) .... Raúl Galindo
- Trece miedos (2007) .... Arturo Márquez (episodio "Escuela")
- Женщина, случаи из реальной жизни (1985-2007)

### Художественные фильмы
- Desafío (2010) .... Carlos
- Sótano (2005) .... Enrique
- La vida y obra de John H. (2005)
- El caporal (1997) .... Samuel
- La escolta muerte en primavera (1997) .... Carlos Ortega
- Marea suave (1992)
- Los hijos de Sánchez (1978)
- El castillo de la pureza (1972)